# Danny Blind
Dirk Franciscus "Danny" Blind (Oost-Souburg, Vlissingen, Països Baixos, 1 d'agost de 1961) és un exfutbolista i entrenador neerlandès. Va jugar com a defensa per l'Sparta Rotterdam, Ajax d'Amsterdam i la seva selecció nacional.
Actualment es troba sense equip, després de ser acomiadat com a seleccionador dels Països Baixos. És pare de Daley Blind, futbolista de l'Ajax d'Amsterdam.

## Trajectòria

### Començaments
Blind va debutar en el futbol professional el 29 d'agost de 1979 amb l'Sparta Rotterdam. Va romandre sota contracte amb l'Sparta durant set temporades.

### Pas a l'Ajax i consagració

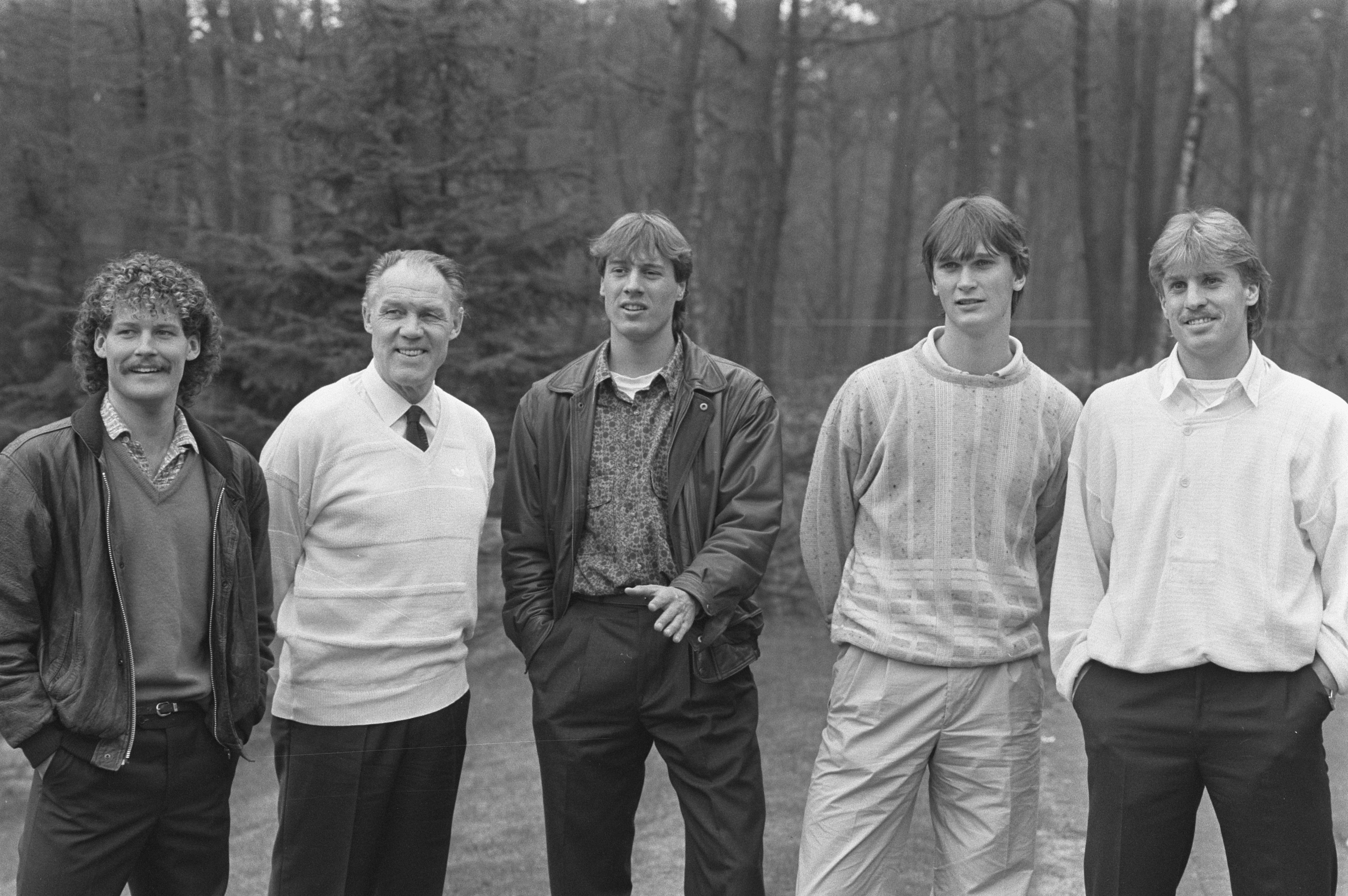
Blind, a l'esquerra, al costat d'altres components de la selecció nacional: Rinus Michels, John van 't Schip, John Bosman i Wilbert Suvrijn.

Ja al juliol de 1986 es va traslladar a l'Ajax, atret allí per l'entrenador Johan Cruyff. La signatura de Blind, no obstant això, va ser per al disgust de la superestrella de l'Ajax, Marco van Basten, qui estava molest perquè el seu entrenador havia portat un jugador defensiu relativament desconegut d'un club bastant petit com l'Sparta, en lloc de gastar molts diners en un fitxatge de gran nom.
A l'equip Ajacieden es va convertir en el símbol del club, en la dècada dels 80' i 90', Blind va acumular una impressionant llista de trofeus, guanyant els tres trofeus europeus (la Recopa de la UEFA el 1987, la Copa de la UEFA el 1992 i la Lliga de Campions de la UEFA el 1995). També va assegurar la Copa Intercontinental el 1995 contra el Grêmio de Brasil en marcar el penal guanyador en la tanda de penals.
Blind va tornar a ser un heroi del penal quan va convertir dues vegades contra el Reial Saragossa en la final de la Supercopa de la UEFA el 1995, que l'Ajax va guanyar 5-1 en el resultat acumulat. Els dos penals que va convertir Blind van ser en els minuts 65' i 69' del partit de tornada.
A nivell domèstic, amb l'Ajax, va guanyar cinc Eredivisie, quatre Copes i tres Supercopas dels Països Baixos. Es va retirar el 16 de maig de 1999.
És un dels cinc jugadors que ha guanyat tots els títols internacionals de clubs reconeguts per la FIFA i UEFA, i l'únic (al costat d'Arnold Mühren) del seu país.
A nivell individual, Blind va ser guanyador de la Sabata d'Or en dues ocasions consecutives (1995 i 1996), a més va formar part de l'Equip de l'Any de l'European Sports Media els anys 1995 i 1996.
Blind era conegut per ser un defensor sòlid i confiable i un líder al camp. No obstant això, també era un jugador tècnicament talentós i culte que podia passar i copejar bé la pilota per a ser un jugador que no ataca. Encara que és famós per ser un defensa d'anada i tornada, Blind va començar la seva carrera com a lateral dret.

## Internacional
Blind va jugar 42 partits amb els Països Baixos en un període de deu anys, marcant un gol contra Grècia en un partit classificatori per l'Eurocopa 1992. Va fer el seu debut en 1986 contra Escòcia, però no va ser internacional els anys 1987 i 1988, una absència que va significar no ser part del triomfal equip de l'Eurocopa de 1988. No obstant això, va aparèixer en les Copes Mundials de 1990 i 1994 i en les Eurocopes de 1992 i 1996, retirant-se després d'aquesta última.

### Participacions en Copes del Món
| Mundial                        | Seu          | Resultat         |
| ------------------------------ | ------------ | ---------------- |
| Copa Mundial de Futbol de 1990 | Itàlia       | Vuitens de final |
| Copa Mundial de Futbol de 1994 | Estats Units | Quarts de final  |

### Participacions en Eurocopes
| Eurocopa      | Seu        | Resultat        |
| ------------- | ---------- | --------------- |
| Eurocopa 1992 | Suècia     | Tercer lloc     |
| Eurocopa 1996 | Anglaterra | Quarts de final |

## Carrera com a entrenador
Blind va ser entrenador de l'Ajax des del 14 de març de 2005 (nomenat successor de Ronald Koeman) fins al 10 de maig de 2006, després de sols 422 dies en el càrrec. Va conduir a l'Ajax a la victòria en la Copa i Supercopa dels Països Baixos.
El 2006 és nomenat director esportiu del Sparta Rotterdam, deixant el club el 2008 per exercir les mateixes funcions en l'Ajax. Entre 2009 i 2011 pansa a ser tècnic adjunt del mateix club, i entre 2012 i 2015, ho fa com a assistent en la selecció nacional.
L'1 de juliol de 2015 és nomenat seleccionador nacional dels Països Baixos, en substitució de Guus Hiddink. No obstant això, no va poder classificar-la per l'Eurocopa 2016. El 26 de març de 2017 va ser destituït, després de perdre 2 dels 5 primers partits de la classificació per al Mundial 2018.

## Palmarès

### Com a jugador
- 5 Eredivisie: 1989-90; 1993-94; 1994-95; 1995-96; 1997-98.
- 4 Copa dels Països Baixos: 1987; 1993; 1998; 1999.
- 3 Supercopa dels Països Baixos: 1993; 1994; 1995.
- 1 Recopa d'Europa: 1986-87.
- 1 Copa de la UEFA': 1991-92.
- 1 Lliga de Campions de la UEFA: 1994-95.
- 1 Supercopa d'Europa: 1995.
- 1 Copa Intercontinental: 1995.
- Triat el Jugador Més Valuós de la Copa Intercontinental: 1995.

### Com a entrenador
- 1 Copa dels Països Baixos: 2006.
- 1 Supercopa dels Països Baixos: 2005.